# Ulrich Hensel
Ulrich Hensel (* 1946 in Düsseldorf) ist ein deutscher Fotograf. Bekannt sind seine großformatigen farbigen Fotografien von Baustellen. Er lebt und arbeitet in Düsseldorf.

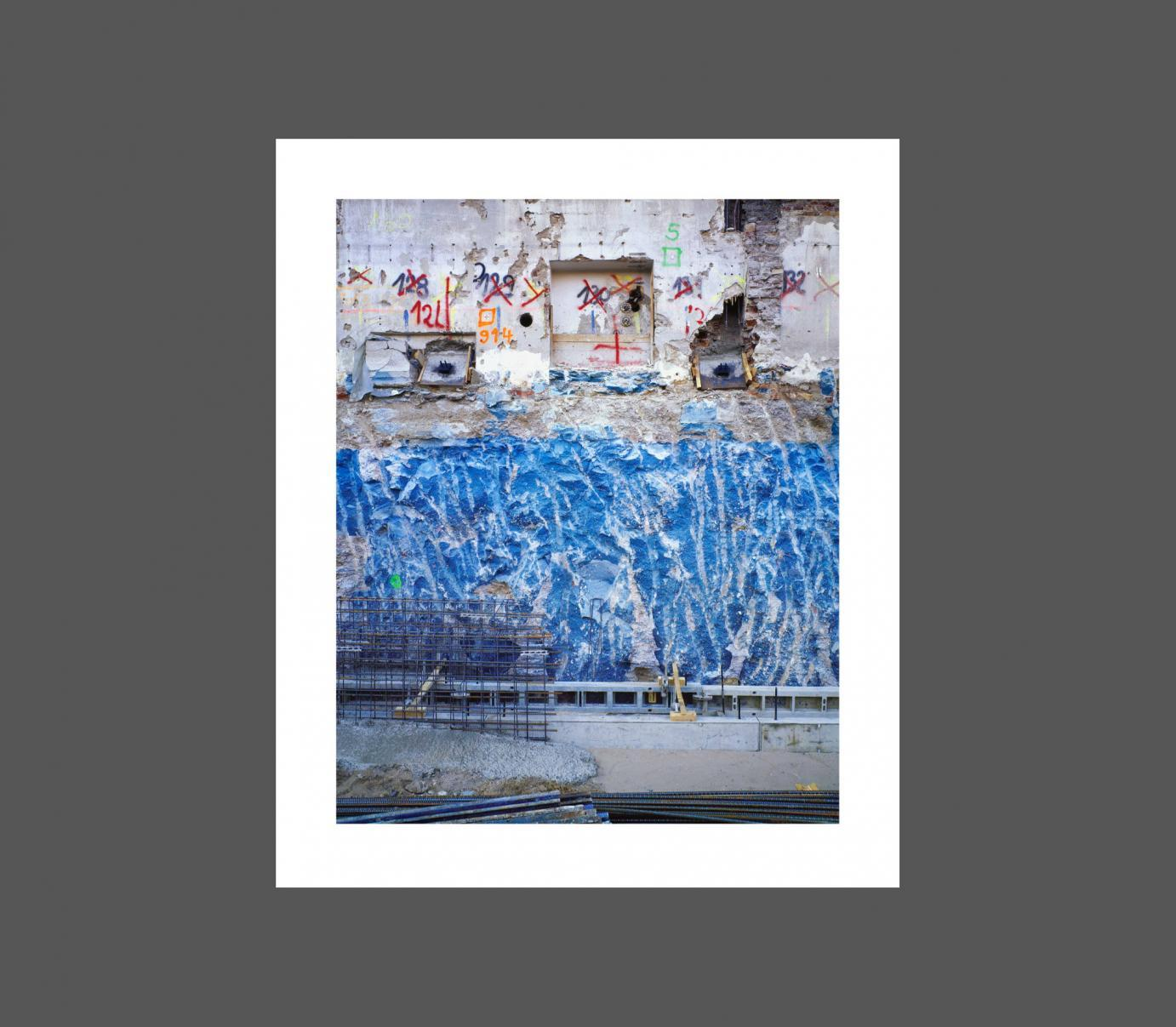
Ulrich Hensel, Düsseldorf, Breite Straße II, 2003, 239,7 cm × 200 cm, C-Print Diasec

## Ausbildung
Nach dem Abitur studierte er Psychologie, Kunst und Film. Ulrich Hensel fertigte unterschiedliche Serien von Fotografien an. Beispielsweise machte er Fotografien über seine Reisen in den mittleren Osten und nach Nordafrika zwischen 1967 und 1975, nach Indien in den Jahren von 1981 bis 1990, über lokale Gottheiten in Nord- und Südindien während seiner Reisen in den Jahren 1995–1997. Seit 1991 hat sich sein Augenmerk auf das Fotografieren von Baustellen konzentriert. 

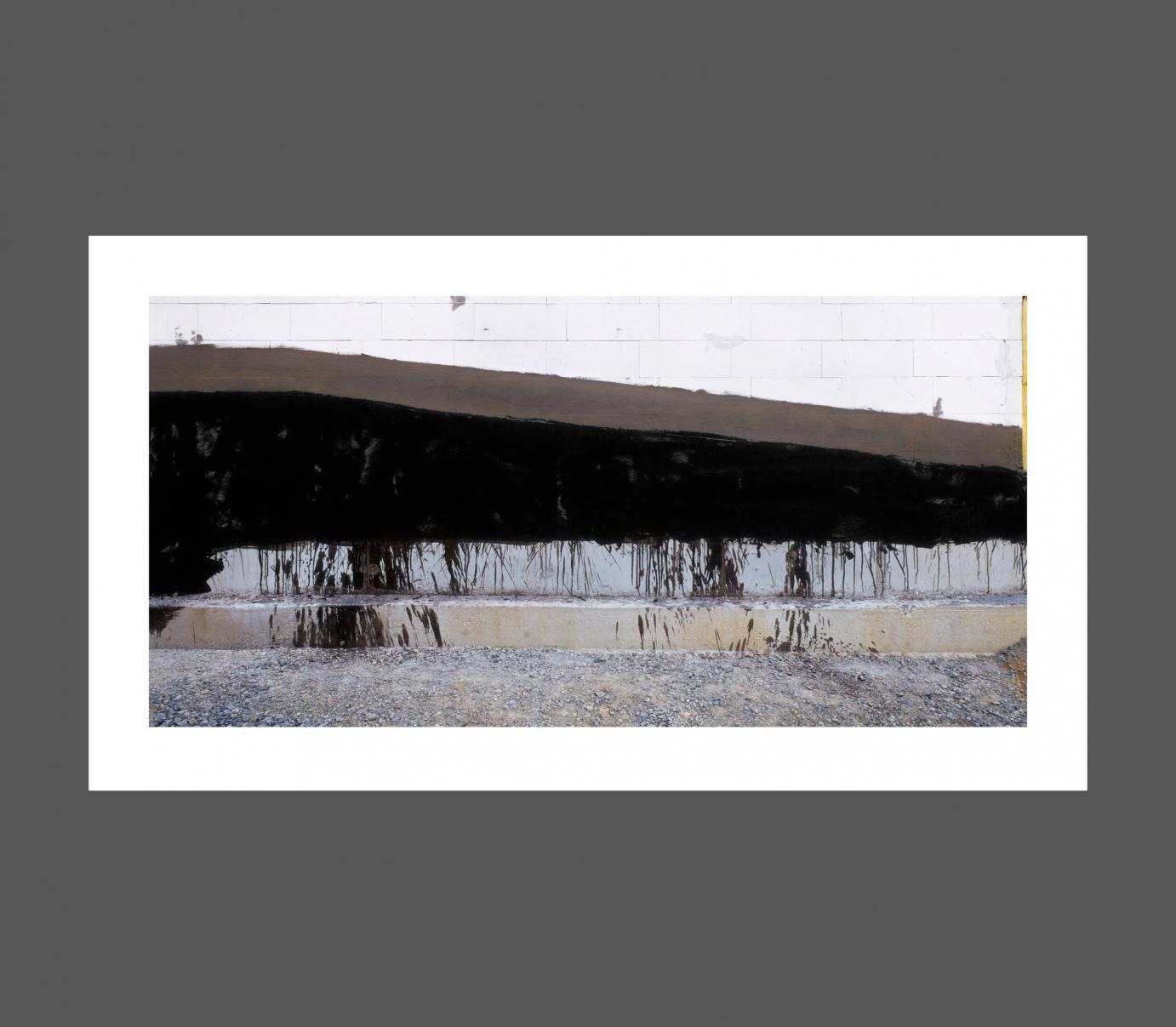
Ulrich Hensel, Düsseldorf, Hans-Vilz-Weg II, C-Print Diasec, 160 cm × 289 cm, 2004

## Werk
Hensels Fotografien nehmen einen einzigartigen Platz in der zeitgenössischen Fotokunst aus Deutschland ein. 

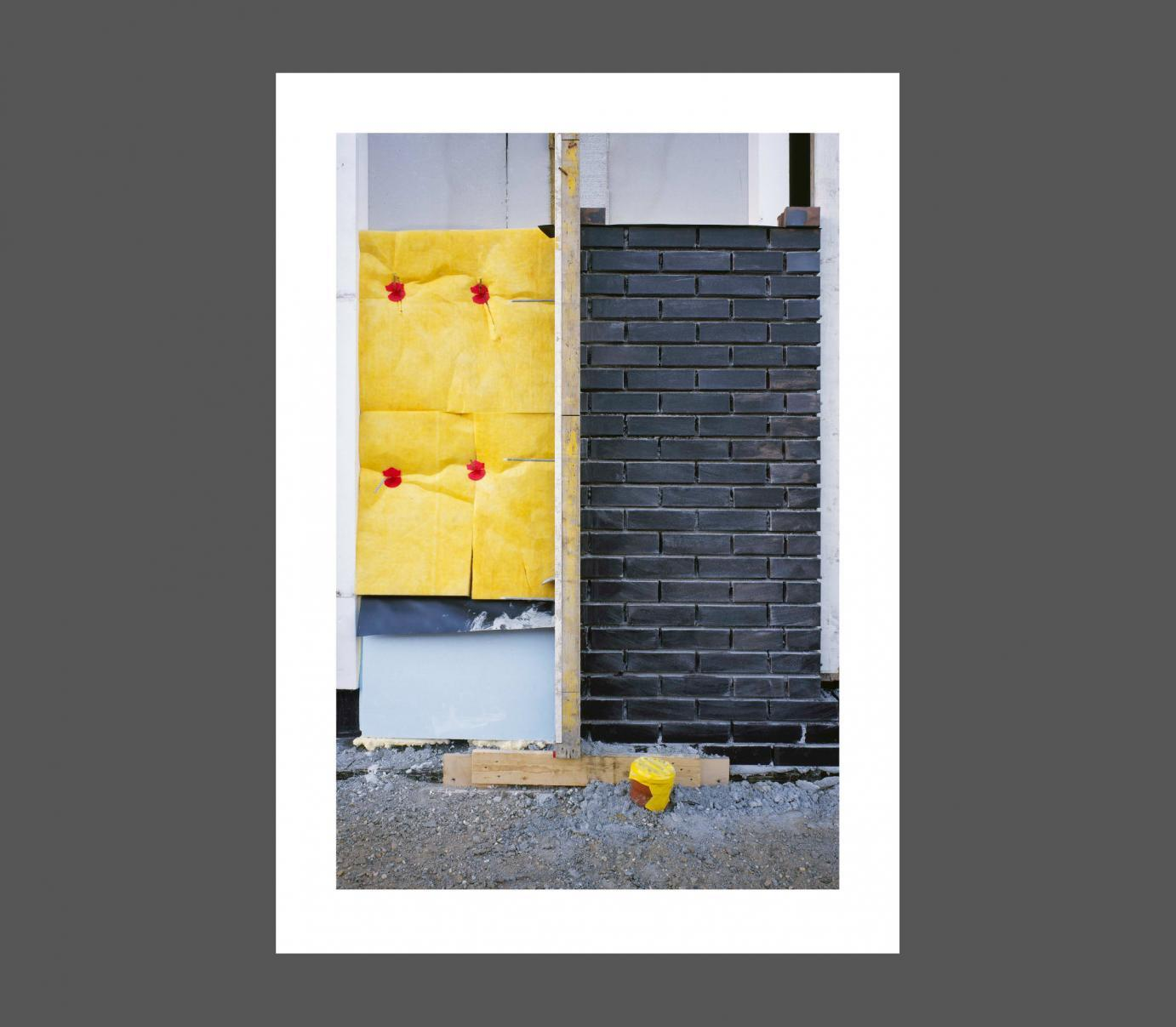
Ulrich Hensel, Düsseldorf, Färberstraße, II, C-Print-Diasec, 254,5 cm × 180 cm, 2007

Seit mehr als drei Jahrzehnten hat sich Ulrich Hensel obsessiv auf ein einziges Thema konzentriert: Baustellen. Die Bilder selbst wirken oft abstrakt und minimalistisch – Gitter, Punkte, Bewehrungs- und Eisenstäbe durchkreuzen die Arbeiten in rigoroser Anordnung, begrenzt durch die Objekte, die sie zeigen. Sie führen dazu, dass unwillkürlich Assoziationen mit geometrischen Formen von Kazimir Malevich und Piet Mondrian entstehen. Die technische Welt von Stahlbeton, Stürzen, Isolierungen, Wandmarkierungen, Gebäudeverkleidungen und Stahlstäben spiegeln in seinen Arbeiten Metaphern zu Werken von Mark Rothko, Donald Judd als auch von Cy Twombly wider. Wie Leonardo Da Vinci in einer verwitterten Mauer eine Welt aus Zeichnungen erkannte, so schaut sich Ulrich Hensel gerne Baustellen an.
„Ulrich Hensels Arbeiten vermitteln den Eindruck von ausufernden dreidimensionalen Objekten wieder, die seine Fotografien als ein „Crossover“ zwischen Fotografie, Malerei, Objektkunst und Installation erscheinen lassen, als eine Perfektion, die die Chance des perfekten Augenblicks eingefangen hat.“
Hensel bemüht sich um Authentizität und vermeidet digitale Einflussnahmen. Seine großformatigen Fotografien werden als unaufdringlich und komplex im selben Moment beschrieben. 

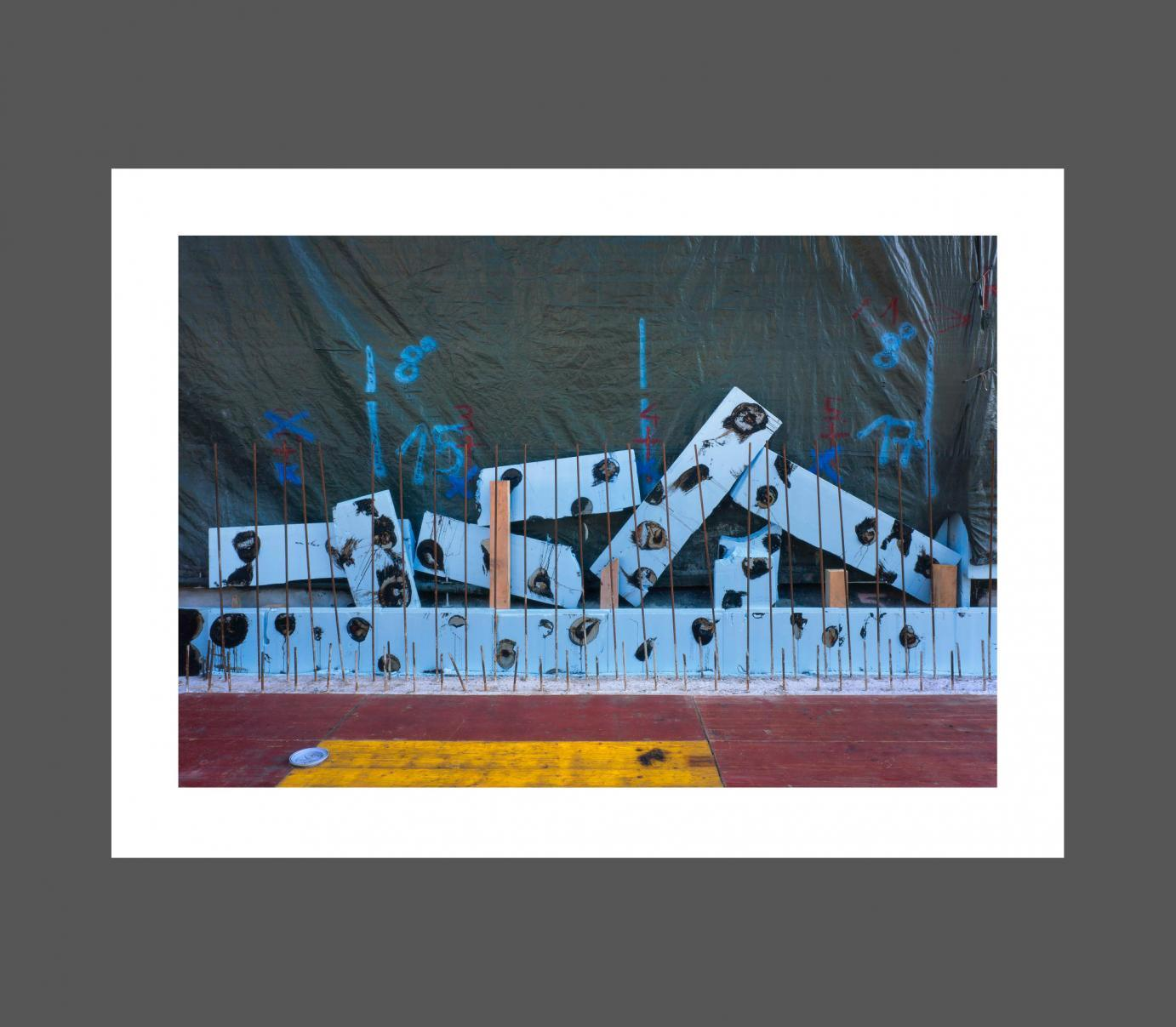
Ulrich Hensel, Am Mühlenturm, C-Print Diasec, 200 cm × 275,8 cm, 2008

## Ausstellungen (Auswahl)
- 2024 Welten in Bewegung, 30-jähriges Jubiläum Kunstmuseum Wolfsburg, u. a. mit Tony Cragg,  Cindy Sherman, Nam June Paik, Jeff Koons, Gilbert & George, Thomas Schütte, Bruce Nauman, Jörg Immendorff
- 2020 Zwischenwelten, Kunstmuseum Wolfsburg[7][8]
- 2019 d-polytop. Kunst aus Düsseldorf, u. a. mit Jörg Paul Janka, Kunsthalle Düsseldorf
- 2012 Joseph Beuys Raum, Lehmbruck-Museum, Duisburg
- 2012 State of the Art Photography, NRW-Forum, Düsseldorf.
- 2011 Die Entdeckung der Wirklichkeit – Photographie an der Kunstakademie Düsseldorf von 1970 bis Heute. Akademie-Galerie, Düsseldorf u. a. mit Joseph Beuys, Andreas Gursky, Imi Knoebel, Sigmar Polke, Gerhard Richter, Rosemarie Trockel
- 2007 Sprüth Magers (Galerie), Projektraum, München
- 2002 Galerie Thomas Taubert, Düsseldorf

## Sammlungen
Kunstmuseum Wolfsburg mit mehreren Arbeiten